# Joseph Valentin Boussinesq
Joseph Valentin Boussinesq (Saint-André-de-Sangonis, 13. ožujka 1842. – Pariz, 19. veljače 1929.), francuski matematičar i fizičar. Njegovi doprinosi su najznačajniji u područjima hidrodinamike i prijenosa topline.

## Životopis
Joseph Valentin Boussinesq rođen je 13. ožujka u Saint-André de Sangonis na jugu Francuske. Njegovo rano školovanje se sastojalo od pohađanja obližnjih škola, no za većinu njegova obrazovanja je zaslužan jedan od njegovih ujaka, koji je bio visoko obrazovan svećenik. Nakon što je 1861. primio bakalaureat matematike, predavao je matematiku u više srednjoškolskih institucija (tzv. collège), u Agde (1862. – 1865.), zatim Vigan (1865.) te potom Gap (1866. – 1872.). U Gapu priprema doktorat pod mentorstvom Saint-Venanta na temu prijenosa topline u homogenim medijima (Études sur la propagation de la chaleur dans les milieux homogènes). Doktrorat je obranio 1867. pred komisijom Fakulteta znanosti u Parizu.
Na Fakultetu znanosti u Lilleu postaje profesor 1872. te predaje na Institut industriel du Nord od 1872. do 1886., nakon čega se seli u Pariz gdje postaje professor mehanike na Fakultetu znanosti u Parizu. Iste godine je primljen u Francusku akademiju znanosti. U mirovinu odlazi 1918. godine.
Boussinesq se ženio tri puta, prvi put s Anastasie Giscard de la Roque. Godinu dana nakon njezine smrti 1894. godine stupa u brak s Claire Onffroy, koji traje sve do 1905. godine, kada i ona umire. Treći i konačni brak s Jeanne Le Bouteiller traje svega tri godine, od 1906. do 1909., kada se razvode.

## Doprinosi
Boussinesqovi najveći doprinosi su u području hidrodinamike i topline. Na temu valova na površini vode, izvodi 1871. Boussinesqovu jednadžbu koja opisuje nelinearne valove na površini plitke vode, te koja vodi izravno do Korteweg-de Vriesove jednadžbe kada se pojednostavi na jednosmjerno gibanje, a originalno otkrivena od strane Boussinesqa 1877. godine. Pomoću ovih saznanja je analitički objasnio J. S. Russellova eksperimentalna opažanja solitarnog vala iz 1834. godine (poznat i pod modernim imenom soliton). 
Među prvima se bavi pročuvanjem turbulencije, te 1897 objavljuje djelo Théorie de l'écoulement tourbillonnant et tumultueux des liquides ("Teorija vrtložnih i agitiranih tokova tekućina"), koje predstavlja bitan rani doprinos u tom području.
Uvodi Boussinesqovu aproksimaciju koja se koristi u proučavanju prijenosa topline unutar tekućine te se sastoji od ignoriranja doprinosa u promijeni gustoće od strane promjena temperature, osim kada je taj doprinos vezan uz učinak gravitacijske sile.

## Djela
- Théorie de l'écoulement tourbillonnant et tumultueux des liquides dans les lits rectilignes a grande section (vol.1) (Gauthier-Villars, 1897)
- Théorie analytique de la chaleur Volume 1 (Gauthier-Villars, 1901-1903)
- Théorie analytique de la chaleur Volume 2 (Gauthier-Villars, 1901-1903)
- Application des potentiels à l'étude de l'équilibre et du mouvement des solides élastiques (Gauthier-Villars, 1885)